# Grand Prix Formule 1 van Duitsland 1987
De Grand Prix Formule 1 van Duitsland 1987 werd gehouden op 26 juli 1987 op de Hockenheimring.

## Uitslag
| Positie | Nummer | Rijder             | Team                   | Ronden | Tijd/Opgave         | Startplaats | Punten |
| ------- | ------ | ------------------ | ---------------------- | ------ | ------------------- | ----------- | ------ |
| 1       | 6      | Nelson Piquet      | Williams-Honda         | 44     | 1:21:25.091         | 4           | 9      |
| 2       | 2      | Stefan Johansson   | McLaren-TAG            | 44     | + 1:39.591          | 8           | 6      |
| 3       | 12     | Ayrton Senna       | Lotus-Honda            | 43     | + 1 Ronde           | 2           | 4      |
| 4 (1)   | 4      | Philippe Streiff   | Tyrrell-Ford           | 43     | + 1 Ronde           | 22          | 3      |
| 5 (2)   | 3      | Jonathan Palmer    | Tyrrell-Ford           | 43     | + 1 Ronde           | 23          | 2      |
| 6 (3)   | 30     | Philippe Alliot    | Larrousse-Ford         | 42     | + 2 Rondes          | 21          | 1      |
| 7       | 1      | Alain Prost        | McLaren-TAG            | 39     | Elektrisch probleem | 3           |        |
| NC      | 9      | Martin Brundle     | Zakspeed               | 34     | Niet geklasseerd    | 19          |        |
| DNF     | 26     | Piercarlo Ghinzani | Ligier-Megatron        | 32     | Motor               | 17          |        |
| DNF     | 23     | Adrián Campos      | Minardi-Motori Moderni | 28     | Motor               | 18          |        |
| DNF     | 20     | Thierry Boutsen    | Benetton-Ford          | 26     | Motor               | 6           |        |
| DNF     | 5      | Nigel Mansell      | Williams-Honda         | 25     | Motor               | 1           |        |
| DNF     | 24     | Alessandro Nannini | Minardi-Motori Moderni | 25     | Motor               | 16          |        |
| DNF     | 17     | Derek Warwick      | Arrows-Megatron        | 23     | Turbo               | 13          |        |
| DNF     | 10     | Christian Danner   | Zakspeed               | 21     | Aandrijving         | 20          |        |
| DNF     | 28     | Gerhard Berger     | Ferrari                | 19     | Turbo               | 10          |        |
| DNF     | 19     | Teo Fabi           | Benetton-Ford          | 18     | Motor               | 9           |        |
| DNF     | 21     | Alex Caffi         | Osella-Alfa Romeo      | 17     | Motor               | 26          |        |
| DNF     | 8      | Andrea de Cesaris  | Brabham-BMW            | 12     | Motor               | 7           |        |
| DNF     | 27     | Michele Alboreto   | Ferrari                | 10     | Turbo               | 5           |        |
| DNF     | 14     | Pascal Fabre       | AGS-Ford               | 10     | Motor               | 25          |        |
| DNF     | 18     | Eddie Cheever      | Arrows-Megatron        | 9      | Gaspedaal           | 15          |        |
| DNF     | 11     | Satoru Nakajima    | Lotus-Honda            | 9      | Ophanging           | 14          |        |
| DNF     | 16     | Ivan Capelli       | March-Ford             | 7      | Motor               | 24          |        |
| DNF     | 25     | René Arnoux        | Ligier-Megatron        | 6      | Ontsteking          | 12          |        |
| DNF     | 7      | Riccardo Patrese   | Brabham-BMW            | 5      | Ontsteking          | 11          |        |

- De nummers tussen haakjes zijn de plaatsen voor de Jim Clark-trofee.

## Statistieken
| Pole-position | Nigel Mansell | Williams-Honda | 1:42.616 |
| Snelste ronde | Nigel Mansell | Williams-Honda | 1:45.716 |

## Noot
- Dit was de tiende Grand Prix-start voor een Japanse coureur.
- Tiende pole position voor Nigel Mansell.

1931 · 1932 · 1934 · 1935 · 1936 · 1937 · 1938 · 1939 · 1951 · 1952 · 1953 · 1954 · 1956 · 1957 · 1958 · 1959 · 1961 · 1962 · 1963 · 1964 · 1965 · 1966 · 1967 · 1968 · 1969 · 1970 · 1971 · 1972 · 1973 · 1974 · 1975 · 1976 · 1977 · 1978 · 1979 · 1980 · 1981 · 1982 · 1983 · 1984 · 1985 · 1986 · 1987 · 1988 · 1989 · 1990 · 1991 · 1992 · 1993 · 1994 · 1995 · 1996 · 1997 · 1998 · 1999 · 2000 · 2001 · 2002 · 2003 · 2004 · 2005 · 2006 · 2008 · 2009 · 2010 · 2011 · 2012 · 2013 · 2014 · 2016 · 2018 · 2019